# Bartolomeo Aloia
Bartolomeo Aloia (Bologna, 14 febbraio 1939) è un progettista italiano di dispositivi audio per l’alta fedeltà.
Fondatore nel 1970 del marchio Steg, gli amplificatori a valvole e a stato solido di sua produzione (ottenibili anche in kit di montaggio), erano commercializzati con il marchio Aloia o Bartolomeo Aloia.

## Biografia
Bartolomeo Aloia iniziò ad occuparsi di elettronica verso la metà degli anni cinquanta. In giovane età fu allievo dell'Accademia Militare di Modena e durante lo stesso periodo frequentò corsi di Ingegneria. Terminata l'Accademia frequentò la Scuola di Applicazione di Torino. Dopo aver frequentato la SMALP (Scuola Militare Alpina di Aosta) prestò servizio nel corpo degli Alpini. Col grado di Capitano tornò alla Scuola di Applicazione dove si dedicò all'insegnamento. Lasciato il servizio militare nel 1970 fondò la Steg. Per dieci anni, dal 1984 al 1994 ha insegnato la materia "Altoparlanti e amplificatori" ai corsi per tecnici del suono della Regione Lombardia. Ha collaborato in passato con riviste specializzate del settore elettronico come CQ elettronica, Suono, Costruire HI-FI e Fedeltà del suono. Dal 2016 collabora con la casa editrice AudioVideoTeam che edita le riviste AudioReview e AudioGallery.